# Milo von Weiler
Milo von Weiler († um 1314) war ein katholischer Priester, Benediktiner und Abt des Klosters St. Januarius in Murrhardt.

## Leben und Wirken

### Herkunft

Stammwappen derer von Weiler

Milo entstammte dem schwäbischen Adelsgeschlecht der Herren von Weiler, die im heutigen Ortsteil von Obersulm begütert waren.

### Erstes Abbatiat und Verzicht
Nach dem Tod seines Vorgängers Dietrich von Hohenstein wurde Milo von Weiler am 18. November 1289 durch Wahl von der Mönchsgemeinschaft zum neuen Abt bestimmt.
Die Beziehungen des neuen Abtes zum Vogt des Klosters Murrhardt, Graf Albrecht I. von Löwenstein, gestalteten sich von Beginn an schwierig. Durch die Verleihung des Stadtrechts an Murrhardt ein Jahr zuvor, hatte sich Albrecht I. einen eigenen Stützpunkt in direkter Nachbarschaft des Klosters geschaffen – was in der Folgezeit zu Konflikten mit den Konventualen führte, die, nicht ganz grundlos, eine Einflussnahme des Hauses Löwenstein auf die Selbständigkeit des Klosters befürchteten. Eine direkte Konfrontation mit dem klösterlichen Schirmherrn war für die Abtei jedoch praktisch unmöglich, da Albrecht I. als illegitimer Sohn König Rudolfs von Habsburg die habsburgische Hausmacht und den reichspolitischen Einfluss seines Vaters hinter sich wusste.
Mit König Rudolfs Tod am 15. Juli 1291 änderte sich die Lage schlagartig zugunsten der klösterlichen Position; Abt Milo nutzte den ersten Hoftag des neuen Königs Adolf von Nassau im nahen Esslingen am Neckar, um durch die königliche Bestätigung der klösterlichen Privilegien die Stellung der Abtei gegenüber dem Grafen und Vogt zu stärken. Adolf von Nassau bestätigte nicht nur die Rechte der klösterlichen Gemeinschaft – das Verhältnis zu Abt Milo muss so gut gewesen sein, dass der König im Jahr 1293 auf seinem Weitermarsch nach Schwäbisch Hall mit großem Anhang auch Kloster und Stadt Murrhardt besuchte. Graf Albrecht I. von Löwenstein muss diesen Besuch des Königs in Murrhardt als einen Affront des Klosters gegen seine Person empfunden haben; ab 1294 ging der Vogt mit allen propagandistischen Mitteln gegen die Abtei vor und schreckte auch nicht vor Übergriffen gegen klösterliche Eigenleute zurück. Die Härte, mit der Graf Albrecht die Auseinandersetzung mit dem Kloster Murrhardt führte, wird wohl bei den Mönchen einen spürbaren Eindruck hinterlassen haben – um das Jahr 1299 muss es innerhalb des Klosterkonvents zu Streitigkeiten gekommen sein, in deren Verlauf Milo von Weiler auf sein Abtsamt verzichtete und zurücktrat. Die folgenden Jahre lebte Milo als einfacher Mönch und Konventuale in der Murrhardter Abtei.

### Zweites Abbatiat und erneute Bestätigung der Gründungsprivilegien
Mit dem Amtsantritt seines Nachfolgers, eines urkundlich nur spärlich erwähnten Heinrich, entwickelte sich die Beziehung des Klosters zum Haus Löwenstein betont freundlich. Ausschlaggebend für die Annäherung an Graf Albrecht dürfte wohl vermutlich die Thronbesteigung seines Halbbruders, König Albrecht von Habsburg und die damit einhergehende erneute Änderung der reichspolitischen Situation gewesen sein. Die Aussöhnung zwischen Kloster und Vogt blieb in jedem Fall dauerhaft – Albrecht I. von Löwenstein wählte die Klosterkirche zur Grablege seines Geschlechts und wurde nach seinem Tod am 11. Juni 1304 im Ostchor der Kirche vor dem Marienaltar beigesetzt.
Nach der Ermordung Albrechts von Habsburg im Jahr 1308 änderten sich die Kräfteverhältnisse innerhalb des Murrhardter Klosterkonvents wohl nochmals; das Ableben des Abtes Konrad machte eine erneute Abtswahl notwendig und Milo von Weiler gelang es auch dieses Mal, die Mehrzahl der Wahlstimmen auf sich zu vereinigen. Vermutlich zum Ende des Jahres 1308 trat Milo somit zum zweiten Mal das Amt des Abtes im Kloster Murrhardt an – und mit seinem Amtsantritt lebten die Bestrebungen wieder auf, sich vom Einfluss des Hauses Löwenstein zu lösen und die klösterliche Unabhängigkeit der Abtei wiederherzustellen. Schon bald nach der erneuten Übernahme der Klosterleitung wandte sich Milo von Weiler an König Heinrich VII. von Luxemburg und bat um die nochmalige Bestätigung aller Vorrechte, die dem Kloster seit seiner Gründung zugefallen waren. Mit der Bestätigung der Privilegien durch den Hof König Heinrichs VII. verliert sich die urkundliche Spur des Milo von Weiler in der Geschichte – ob er erneut zum Rücktritt genötigt wurde oder sein Amt bis zu seinem Ableben um das Jahr 1314 ausüben konnte, ist nicht bekannt. Mit seinem Nachfolger als Leiter des Klosters Murrhardt, Abt Albrecht, gelang es dem Hause Löwenstein letzten Endes doch, die Geschicke der Abtei unter seine vollständige Kontrolle zu bringen.